# Erdbaulaboratorium
Geotechnisches Labor oder Geotechnik-Labor (auch: Erdbaulaboratorien) sind meistens Ingenieurbüros für Geotechnik/Umwelt.
In einem geotechnischen Laboren befasst man sich mit verschiedenen Untersuchungen und Versuchen betreffend den physikalischen Eigenschaften Bodens und Gestein. Dies geschieht meist im Zusammenhang mit der Erkundung des Bodens für ein geplantes Bauvorhaben oder für historische Zwecke (Paläopedologie).

## Normen
Die Untersuchungen und Laborversuche haben meist nach speziellen Vorgaben und Normen zu erfolgen. Eine der wichtigsten Normen in der Geotechnik ist die DIN 4020.

## Versuche

### Physikalische Eigenschaften
- Korngrößenverteilung nach DIN EN ISO 17892-4: Bestimmung der Korngrößenverteilung durch Sieb- und Sedimentationsanalyse
- Konsistenzgrenzen nach Atterberg nach DIN EN ISO 17892-12: Bestimmung der Fließ-, Ausroll- und Schrumpfgrenzen bindiger Böden
- Dichte nach DIN EN ISO 17892-3: Zur Ermittlung der Dichte von Böden (Trocken-, Nass- und Raumdichte).
- Feuchtigkeitsgehalt nach DIN EN ISO 17892-1: Messung des Wassergehalts in der Bodenprobe (z. B. bei Rammkernsondierung oder Baggerschurf)

### Mechanische Eigenschaften
- Proctorversuch nach DIN 18127: Zur Ermittlung der optimalen Verdichtung und Feuchte eines Bodens
- Triaxialversuch nach DIN EN ISO 17892-9: Dient der Bestimmung der Scherfestigkeit und Verformbarkeit unter verschiedenen Lastbedingungen

Mit Hilfe dieser Versuche und den bekannten physikalischen Eigenschaften eines Bodens lassen sich Rückschlüsse auf das Verhalten des Bodens in verschiedenen Situationen wie z. B. den Belastungen einer Straße oder eines Hauses darstellen.
In einem Erdbaulaboratorium werden zum großen Teil Baustoffprüfer im Bereich Boden (Bodenkunde) bzw. Geotechnik ausgebildet und beschäftigt.